# 安達維特山
9°25′51″S 77°19′33″W / 9.43083°S 77.32583°W
安達維特山（西班牙語：Andavite），是秘魯的山峰，位於該國北部安卡什大區，由瓦拉斯省和瓦里省負責管轄，屬於布蘭卡山脈的一部分，海拔高度5,518米。